# Helleraltaret

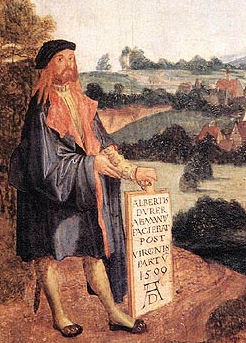
Detalj. Självporträtt av Albrect Dürer hållande en skylt där konstnären signerat och daterat verket.

Helleraltaret (tyska: Heller-Altar) var ett altarskåp i Dominikanerkloster Frankfurt am Main(de) som utfördes av de tyska renässanskonstnärerna Albrecht Dürer och Matthias Grünewald. Altarskåpet målades 1507–1512 med oljefärg och utgjorde i utfällt läge en triptyk. Dürer målade mittbilden (corpus) som skildrar Jungfru Marie kröning. Originalet är förlorat men en kopia av Jobst Harrich är bevarad på Historisches Museum Frankfurt. Målningarna på insidan av skåpets två flygeldörrar målades av Dürers verkstad efter hans skisser. Den unge Grünewald målade flera av bilderna på flygeldörrarnas utsida som är utförd i grisailleteknik (se bilder).

## Historik
Målningen beställdes 1507 av den välbärgade köpmannen och borgmästaren Jakob Heller (cirka 1460–1522) och hans hustru Katharina von Melem (död 1518) för ett sidoaltare till deras sedermera begravningskyrka i Frankfurt. Dominikanermunkarna sålde 1615 mittbilden till kurfurst Maximilian I av Bayern som även bekostade Harrichs kopia som ersatte originalmålningen i kyrkan. Dürers original av mittbilden, som förts till München, förstördes i en brand 1729. På 1700-talet plockades de olika bilderna på de två flygeldörrarna isär och hamnade senare i olika samlingar. Målningarna i färg på flygeldörrarnas insida tillhör idag Historisches Museum Frankfurt, liksom Harrichs kopia av mittbilden. 
Målningarna på flygeldörrarnas utsida är utförda i grisailleteknik och är därmed monokroma vilket ger ett skulpturalt utseende. De fyra helgonbilderna (Cyriacus av Rom, Sankt Lars, Elisabeth av Ungern och Lucia eller Bibiana – den sista går ej helt säkert att identifiera) målades av Matthias Grünewald. De övriga föreställer Madonnan med barnet och de tre vise männen, Petrus och Paulus samt Thomas av Aquino och Kristoffer. Den som visar Madonnan med barnet och en av de tre vise männen har gått förlorad. Fem av bilderna ingår i Historisches Museum Frankfurt samlingar, varav två (Sankt Lars och Cyriacus av Rom) är permanent utlånade till Städelsches Kunstinstitut i Frankfurt. Övriga två målningar (Elisabet av Ungern och Lucia eller Bibiana) tillhör Staatliche Kunsthalle i Karlsruhe.

## Motiv
Mittbilden visar Jungfru Maria som Himladrottningen; hon kröns av den heliga treenigheten där Jesus avbildas till vänster om Gud Fader och den helige ande i form av en duva återfinns högst upp. Omkring dem svävar ett stort antal keruber. Under avbildas Jesu tolv lärjungar stående runt Jungfru Marie grav. I bakgrunden har Dürer målat in sig själv (det gjorde han även i till exempel Rosenkransfesten) hållande en skylt där signatur och datering kan uttydas. Förmodligen var Dürer influerad av Rafaels Jungfru Marie kröning. Dürers berömda teckning av två bedjande händer i Albertina i Wien är en studie för en av apostlarna (se bildgalleriet).
Den vänstra bilden skildrar aposteln Jakobs martyrdöd och den högra helgonet Katarina av Alexandria som identifieras av hjulet som är hennes attribut. De knäböjande figurerna nedtill porträtterar donatorerna, med sina vapensköldar, som bär samma namn som helgonen: Jacob Heller och Katharina von Melem. 
Grünewalds helgonbilder visar Sankt Lars som identifieras på sitt attribut metallhalstret, på vilken han ska ha lidit martyrdöden. Cyriacus av Rom skildras när han befriar kejsar Diocletianus dotter Artemia från en demon genom exorcism. Elisabeth av Ungern gav sin rikedom till de fattiga och lät bygga sjukhus och blev därför en symbol för kristen välgörenhet; här avbildas hon med bröd och en vattenkanna som tecken på sin kristna barmhärtighet. Hennes pendang är en martyr, vilket framgår av palmgrenen hon håller, men det är oklart om det är Lucia eller Bibiana som avbildas.

## Bilder

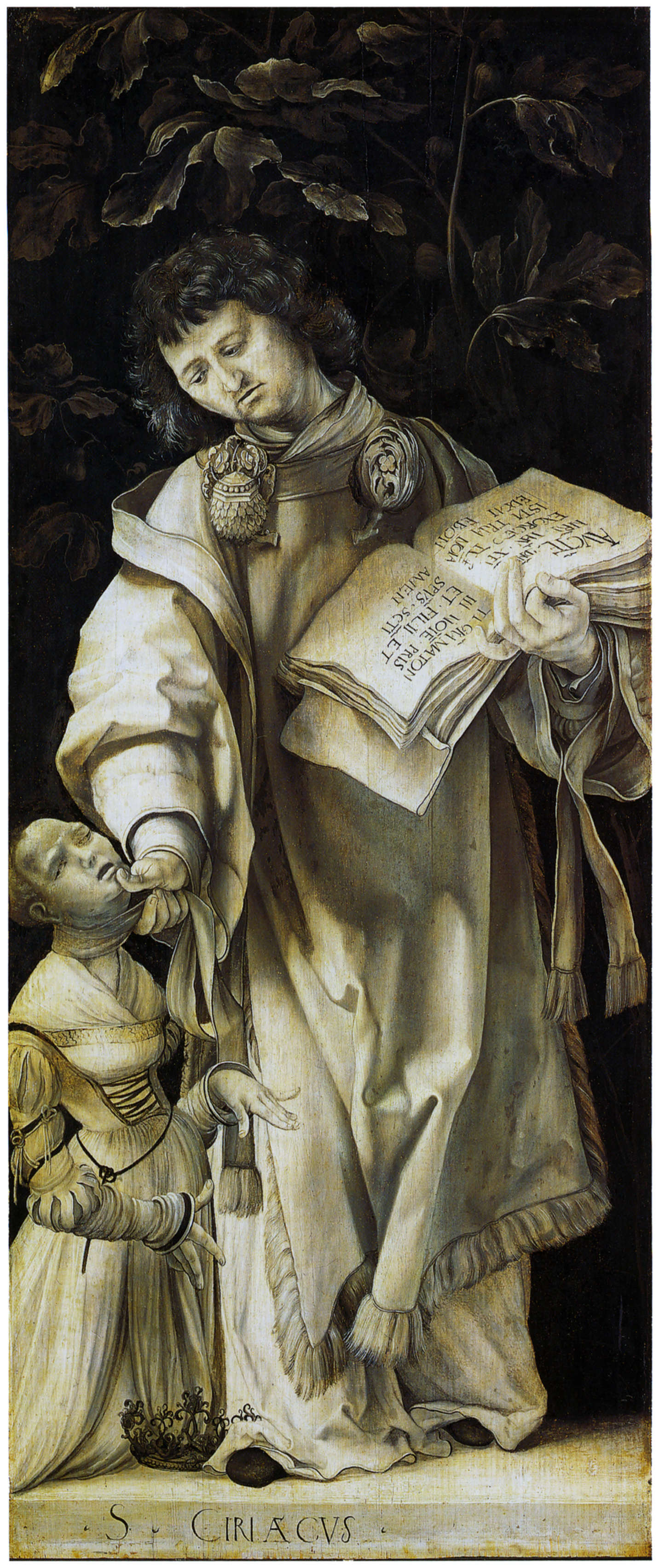
Cyriacus av Rom var en romersk diakon som led martyrdöden år 303. Grünewalds målning är daterad till 1509–1510 och är 99 x 43 cm stor. Städelsches Kunstinstitut.
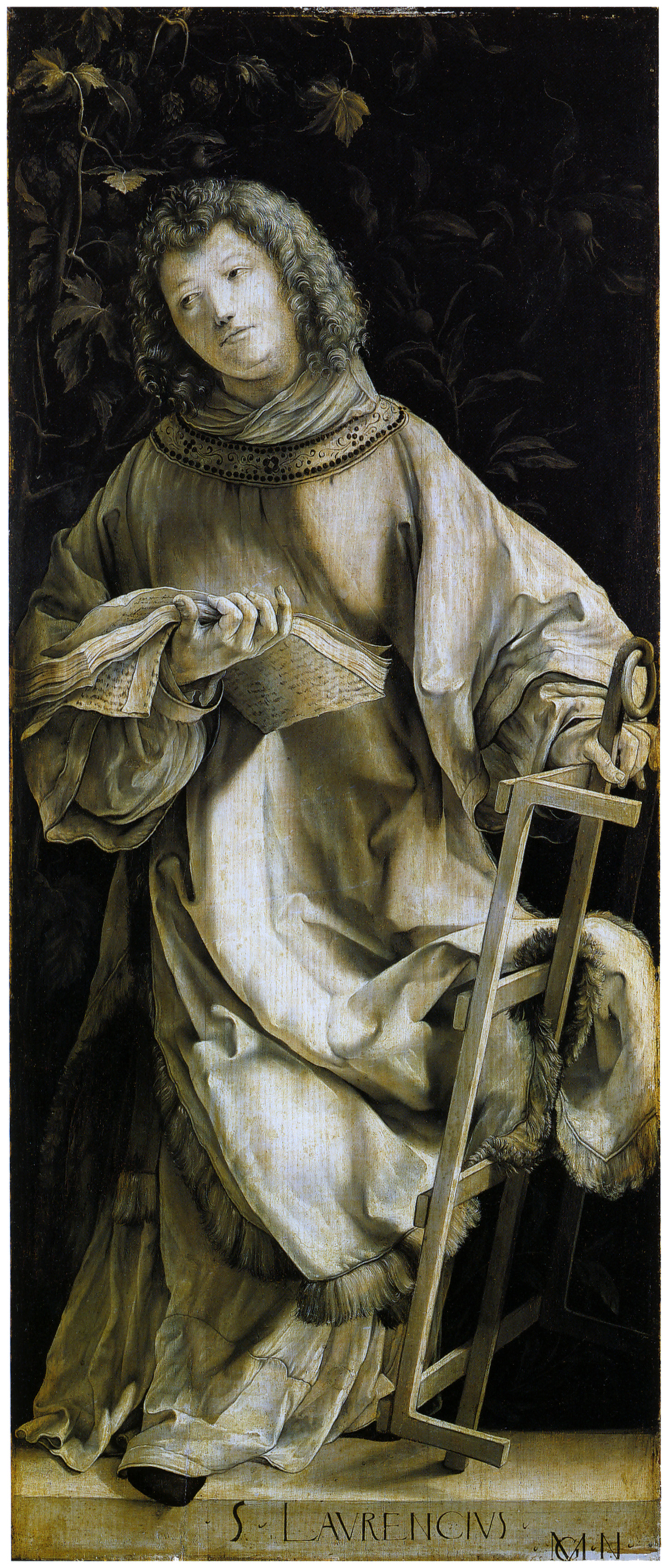
Sankt Lars eller Sankt Laurentius är ett helgon som var diakon och kristen martyr i Rom. Grünewalds målning är daterad till 1509–1510 och är 99 x 43 cm stor. Städelsches Kunstinstitut.
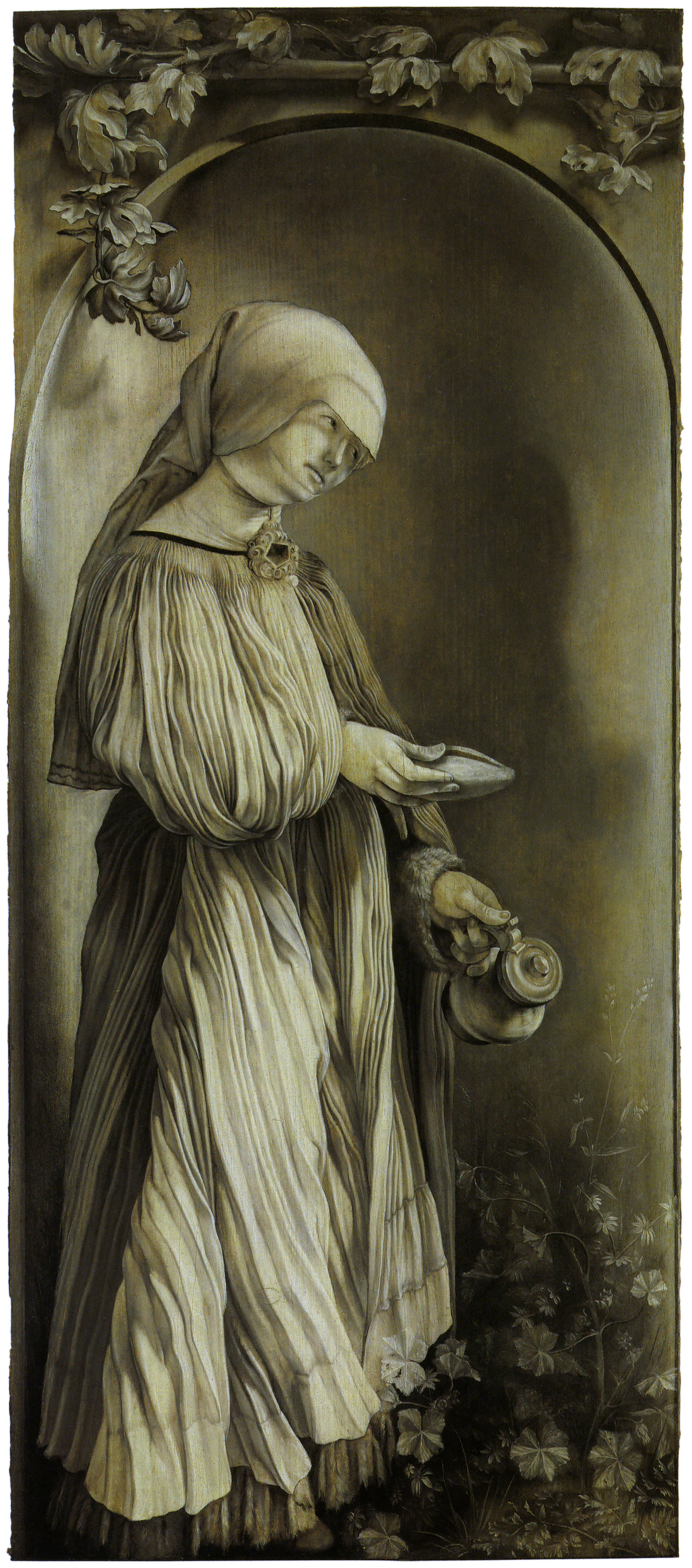
Elisabet av Ungern, även Elisabet av Thüringen, var lantgrevinna och franciskantertiar. Grünewalds målning är daterad till 1511–1512 och är 96 x 43 cm stor. Staatliche Kunsthalle Karlsruhe.
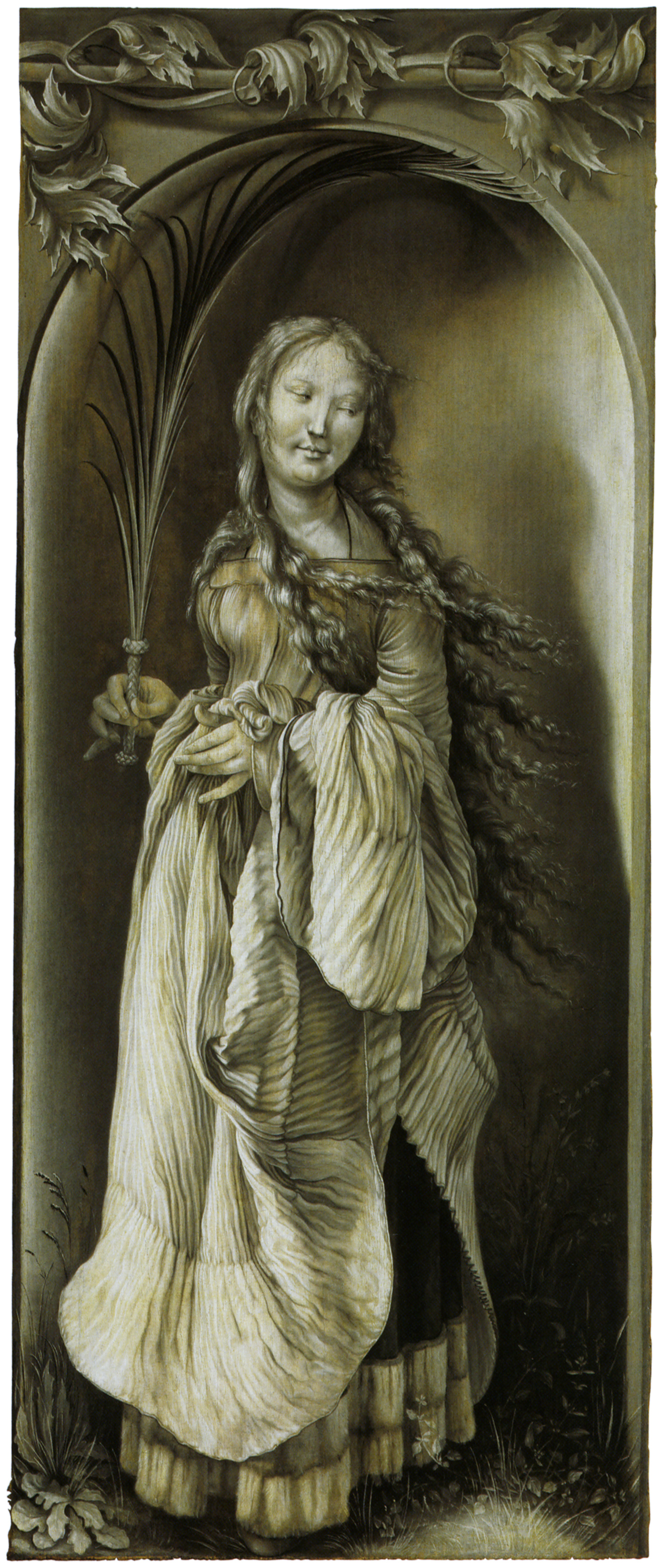
Lucia eller Bibiana. Grünewalds målning är daterad till 1511–1512 och är 96 x 43 cm stor. Staatliche Kunsthalle Karlsruhe.
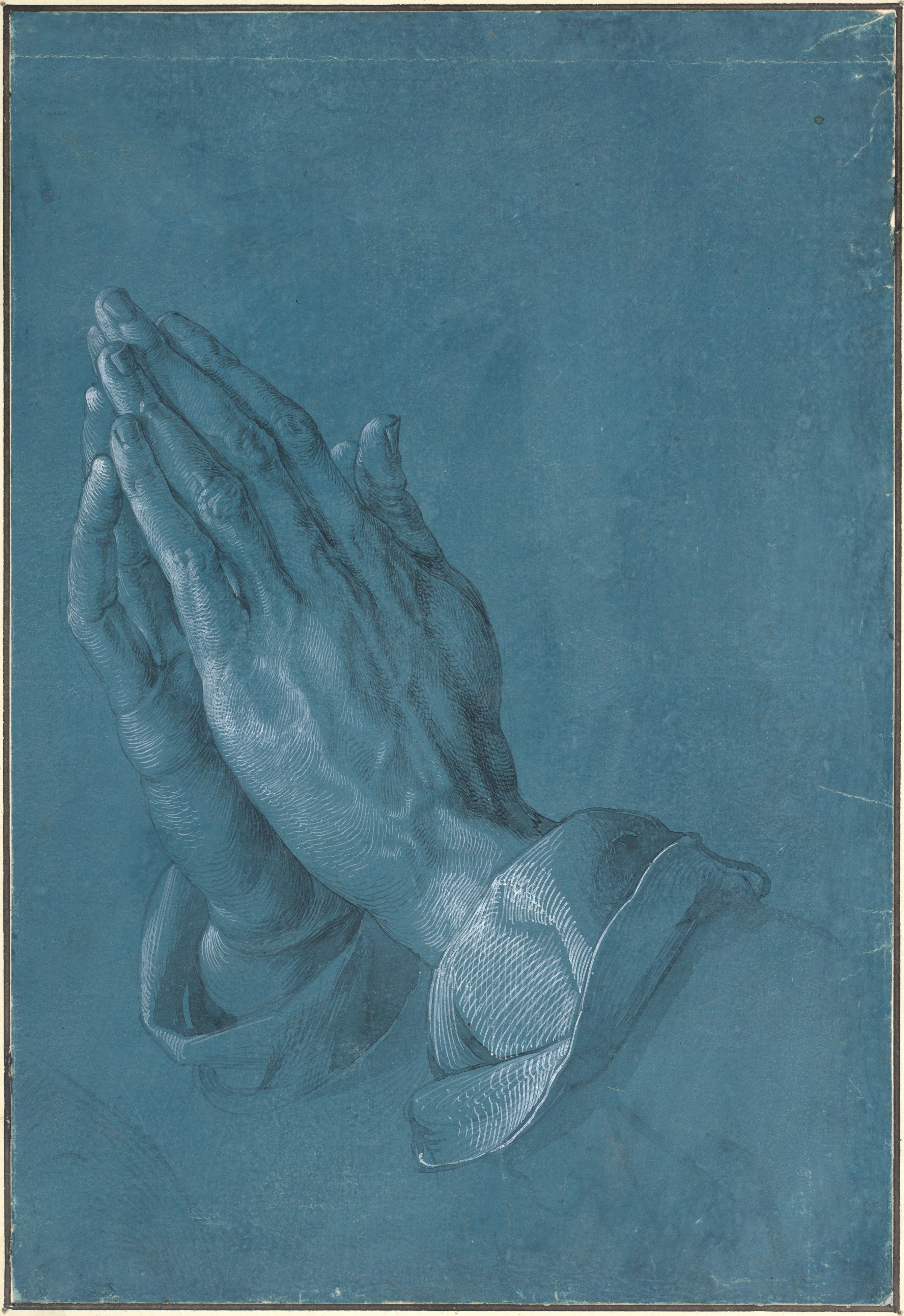
Beende händer, teckning av Dürer från cirka 1508 (29 x 20 cm). Albertina, Wien.